# Keltern (Gemeinde)
Keltern ist eine Gemeinde im Enzkreis in Baden-Württemberg.

## Geographie

### Natur und Landschaft

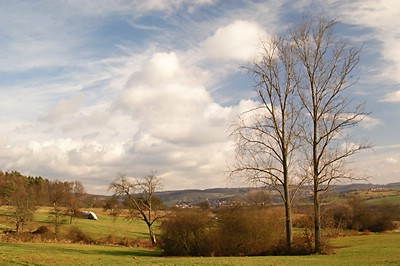
Umgebung von Keltern

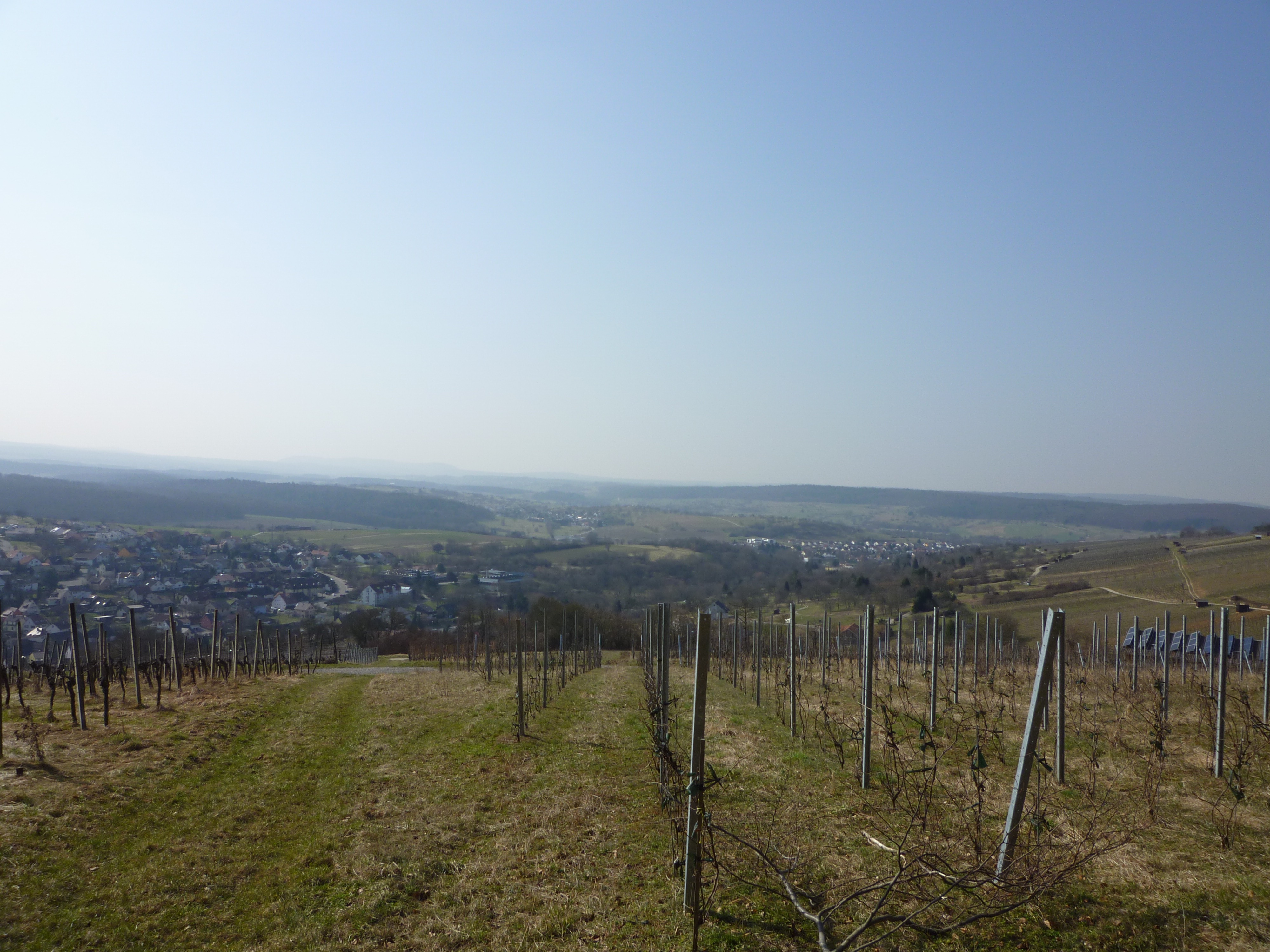
Blick auf Dietlingen vom Nordrandweg (Schwarzwald) Richtung Süden

Die Gemeinde Keltern liegt am Rande des Nordschwarzwaldes in 190 bis 270 Meter Höhe in einer Hügellandschaft, nahe den Großstädten Pforzheim (8 km) und Karlsruhe (21 km). Der Nordschwarzwald endet 7 km südlich von Keltern in der Gemeinde Straubenhardt. In Keltern geht der Tannenwald in Laubwald über. Das relativ milde Klima in Keltern ist durch das Rheintal bei Karlsruhe sowie durch das Pfinztal geprägt. Dadurch kann in Keltern Wein angebaut werden.
Tannen- und Mischwälder bilden mit zusammen 940 Hektar die Hälfte der Gemarkungen. Aufgrund ihrer landschaftlichen Schönheit, des typischen Streuobstbestandes und seltener Pflanzen sind weite Flächen als Landschafts- und Naturschutzgebiete ausgewiesen.
Keltern wird vom Schwarzwald-Nordrandweg durchquert.

### Gemeindegliederung
Die Gemeinde Keltern besteht aus den fünf Ortsteilen Dietlingen (3883 Einwohner), Ellmendingen (2477 Einwohner), Weiler (1307 Einwohner), Niebelsbach (961 Einwohner) und Dietenhausen (392 Einwohner) (Stand: 31. Dezember 2020). Die Ortsteile sind räumlich identisch mit den früheren Gemeinden gleichen Namens, ihre offizielle Benennung erfolgt in der Form „Keltern-…“.
Zu den Ortsteilen Dietenhausen, Ellmendingen, Niebelsbach und Weiler gehören jeweils nur die gleichnamigen Dörfer. Zum Ortsteil Dietlingen gehören das Dorf Dietlingen und die Häuser Gauchhälde, Im Fuchsloch und Reihelberg. Im Ortsteil Dietenhausen könnte die Wüstung Delebrunnen liegen.
Die Ortsteile Dietlingen, Ellmendingen, Weiler und Dietenhausen gehörten früher zu Baden, Niebelsbach dagegen zu Württemberg. An die Grenze erinnert heute noch die Gaststätte „Grenzsägmühle“ in Ellmendingen, wobei die alte Mühle nicht mehr existiert.

### Nachbargemeinden
Die Nachbargemeinden der Gemeinde Keltern sind Kämpfelbach, Remchingen, Karlsbad, Straubenhardt und Birkenfeld.

## Geschichte
Erstmalige urkundliche Berührungen der Ortsteile Ellmendingen sowie Dietenhausen werden auf das Jahr 919 datiert. Aus dem 11. Jahrhundert entspringt zudem eine Nennung des Ortsteils Dietlingen.
Relikte einer einstigen Wehrkirche im Dietlingen-Quartier, die 1410 adäquat des gotischen Stils umgestaltet wurde, stammen aus dem Jahr 1250.
Die Steinsubstanz des ehemaligen Schlosses von Weiler wurde im Jahr 1770 teils zum Kirchenbau genutzt.
Im 16. Jahrhundert erfolgte der Bau der Ellmendinger Kelter, welche bis zum Jahr 1937 als Kelterstelle fungierte. Ein Neubau, der 1939 eröffnet wurde, übernahm die Funktion des Vorgängerbaus. Diverse weitere Keltern, die dem Weinbau dienten, wurden in den Ortsteilen Dietlingen, Niebelsbach und Dietenhausen errichtet.
Von 1901 bis 1967 wurden die heutigen Ortsteile Kelterns durch die am Berg verlaufende, Panoramabahn genannte, 1911 zur Pforzheimer Kleinbahn gewordene Bahnstrecke der Albtalbahn verkehrlich verbunden. Die teilweise Zerstörung der Strecke durch den Tornado von 1968 beendete endgültig die weitere Aufrechterhaltung dieser Kleinbahn bei damals sinkenden Fahrgastzahlen.
Die Gemeinde Keltern wurde am 30. März 1972 durch die Vereinigung der Gemeinden Dietlingen, Ellmendingen, Niebelsbach und Weiler gebildet. Bereits am 1. Juli 1971 wurde die Gemeinde Dietenhausen nach Ellmendingen eingemeindet.

### Ortsteile

#### Dietenhausen
| Dietenhausen | Dietenhausen ist der kleinste Teilort von Keltern mit 392 Einwohnern. Der Ort hieß bei seiner ersten Erwähnung im Jahre 919 Theotelenhusen. Bis ins 17. Jahrhundert waren die Herrschaftsverhältnisse der Gemeinde sehr kompliziert. Die Zisterzienserabtei Herrenalb und die Junker von Enzberg hatten Rechte am Ort. Durch die Reformation des Klosters im Jahr 1536 bekam Württemberg die Ortsherrschaft. Die Markgrafschaft Baden beherrschte den Ort ab 1603. Erst gehörte Dietenhausen zum Amt Langensteinbach, dann zum Amt Stein. Ab 1803 dann zum Oberamt, danach zum Bezirksamt und 1936 bis 1972 zum Landkreis Pforzheim. |

#### Dietlingen
| Dietlingen | Dietlingen ist wohl im 11. Jahrhundert gegründet worden. Die evangelische Kirche wurde um 1250 errichtet und um 1410 erneuert. Zwischen 1771 und 1801 war Dietlingen neben Bahlingen und Teningen eines der Musterdörfer in der Markgrafschaft Baden, in dem das ökonomische System des Physiokratismus eingeführt wurde. Es war der weltweit einzig bekannte Versuch einer praktischen Erprobung dieser Wirtschaftstheorie, zu dessen Anhängern in Deutschland der Nationalökonom Johann August Schlettwein gehörte, der den Markgraf Karl Friedrich von diesem System überzeugt haben soll. Die zentrale These des Physiokratismus, der in Frankreich entworfen wurde, lautet, dass die Landwirtschaft die einzige Quelle des Reichtums sei und die Wertschöpfung nur in diesem Wirtschaftssektor erfolge. In Dietlingen begann der Versuch 1770 und wurde nach einer Modifikation (1795) im Jahre 1801 definitiv abgebrochen. In Bahlingen und Teningen (am Kaiserstuhl) begann der Versuch, bei dem unter anderem die sogenannte „Einsteuer“ (impôt unique) eingeführt wurde, 1771 und wurde bereits 1776 wieder beendet. Es handelt sich hier um Kelterns größten Ortsteil mit 3883 Einwohnern. Dietlingen verfügt mit der Johannes-Kepler-Schule über eine Grundschule, die noch einen weiteren Standort im Ortsteil Ellmendingen hat. |

#### Ellmendingen
| Ellmendingen | Ellmendingen wurde erstmals 919 unter dem Namen Alsmindiga in Schriften des Klosters Reichenau urkundlich erwähnt. Der Grundstein für die Kirche wurde am Fronleichnamstag 1404 gelegt. Ellmendingen ist Kelterns zweitgrößter Ortsteil und mit der Johannes-Kepler-Schule Standort einer Grundschule. Hier befindet sich auch der Verwaltungssitz der Gemeinde. Bis zur Auflösung 2015 war Ellmendingen Sitz der Weinbaugenossenschaft Keltern-Ellmendingen eG. Hier kann die historische Kelter mit Heimatmuseum besichtigt werden. Der Arnbach durchfließt die Ortsmitte. In Ellmendingen leben derzeit 2477 Einwohner. |

#### Niebelsbach
| Niebelsbach | Niebelsbach entstand 1927 durch den Zusammenschluss der Orte Oberniebelsbach und Unterniebelsbach. Niebelsbach ist der einzige Ortsteil, der zu Württemberg gehörte und fand seine erste Erwähnung um 1300. Niebelsbach hat 961 Einwohner. |

#### Weiler
| Weiler | Weiler, das vom Bach Pfinz durchquert wird, wurde erstmals 1219 urkundlich erwähnt und hat 1307 Einwohner. |

## Politik

### Gemeinderat
Der Gemeinderat in Keltern besteht aus den 18 gewählten ehrenamtlichen Gemeinderäten und dem Bürgermeister als Vorsitzendem. Der Bürgermeister ist im Gemeinderat stimmberechtigt.
Die Kommunalwahl am 9. Juni 2024 führte zu folgendem Ergebnis.
| Parteien und Wählergemeinschaften | Parteien und Wählergemeinschaften           | % 2024  | Sitze 2024 | % 2019 | Sitze 2019 | Kommunalwahl 2024 %3020100 28,91 (+2,41)25,49 (+2,49)21,29 (−0,01)19,95 (−6,35)4,36 (+1,56) FWCDUSPDGrüneWIW20192024 |
| FWV                               | Freie Wählergemeinschaft Keltern            | 28,91   | 5          | 26,5   | 5          | Kommunalwahl 2024 %3020100 28,91 (+2,41)25,49 (+2,49)21,29 (−0,01)19,95 (−6,35)4,36 (+1,56) FWCDUSPDGrüneWIW20192024 |
| CDU                               | Christlich Demokratische Union Deutschlands | 25,49   | 4          | 23,0   | 4          | Kommunalwahl 2024 %3020100 28,91 (+2,41)25,49 (+2,49)21,29 (−0,01)19,95 (−6,35)4,36 (+1,56) FWCDUSPDGrüneWIW20192024 |
| SPD                               | Sozialdemokratische Partei Deutschlands     | 21,29   | 4          | 21,3   | 4          | Kommunalwahl 2024 %3020100 28,91 (+2,41)25,49 (+2,49)21,29 (−0,01)19,95 (−6,35)4,36 (+1,56) FWCDUSPDGrüneWIW20192024 |
| Grüne                             | BÜNDNIS 90/DIE GRÜNEN                       | 19,95   | 4          | 26,3   | 5          | Kommunalwahl 2024 %3020100 28,91 (+2,41)25,49 (+2,49)21,29 (−0,01)19,95 (−6,35)4,36 (+1,56) FWCDUSPDGrüneWIW20192024 |
| WIW                               | WIR-IN-WEILER                               | 4,36    | 1          | 2,8    | 0          | Kommunalwahl 2024 %3020100 28,91 (+2,41)25,49 (+2,49)21,29 (−0,01)19,95 (−6,35)4,36 (+1,56) FWCDUSPDGrüneWIW20192024 |
| Gesamt                            | Gesamt                                      | 100 %   | 18         | 100 %  | 18         | Kommunalwahl 2024 %3020100 28,91 (+2,41)25,49 (+2,49)21,29 (−0,01)19,95 (−6,35)4,36 (+1,56) FWCDUSPDGrüneWIW20192024 |
| Wahlbeteiligung                   | Wahlbeteiligung                             | 67,94 % | 67,94 %    | 68,2 % | 68,2 %     | Kommunalwahl 2024 %3020100 28,91 (+2,41)25,49 (+2,49)21,29 (−0,01)19,95 (−6,35)4,36 (+1,56) FWCDUSPDGrüneWIW20192024 |

### Bürgermeister
- 1972–2004: Wolfgang Gehring
- 2004–2013: Ulrich Pfeifer
- seit 2013: Steffen Bochinger

Bochinger wurde in der Bürgermeisterwahl am 4. Juli 2021 mit 59,5 % der gültigen Stimmen in seinem Amt bestätigt.

### Wappen
Das redende Wappen wird in der Genehmigung des Innenministeriums vom 11. Juli 1973 wie folgt beschrieben:
„In im Göbelschnitt geteiltem Schild, im 1. Feld in Silber eine blaue Traube, im 2. Feld in blau ein silberner Pokal, im 3. Feld über goldenem Schildfuß ein goldenes Keltergebäude mit den Dachseiten an der Schnittlinie, darin in Schwarz eine goldene Traubenpresse“

## Sehenswürdigkeiten

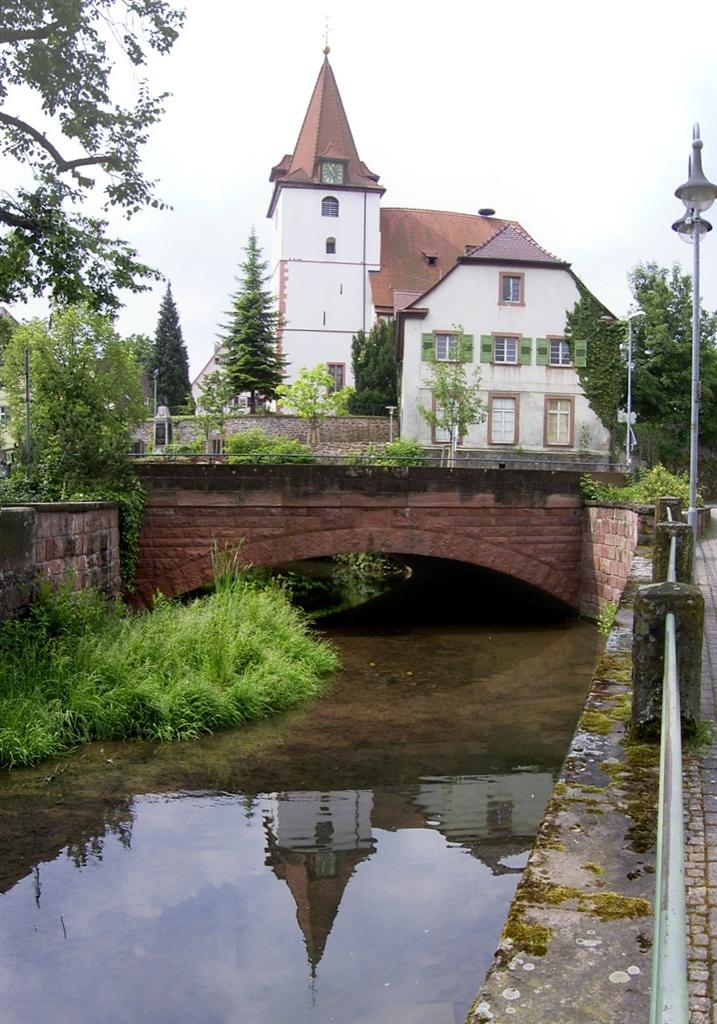
Barbarakirche

### Bauwerke
In Ellmendingen und Dietlingen sind Wehrkirchen im gotischen Stil aus dem 15. Jahrhundert erhalten. Die Barbarakirche in Ellmendingen hat besondere Fenster mit „biblischen Verkehrszeichen“. Im Ort steht auch eine Kelter aus dem 16. Jahrhundert. Erwähnenswert ist die Pankratiuskapelle in Niebelsbach, die ebenfalls im 15. Jahrhundert erbaut noch heute über ihr altes, handgeschnitztes Gestühl verfügt.

### Weinbau

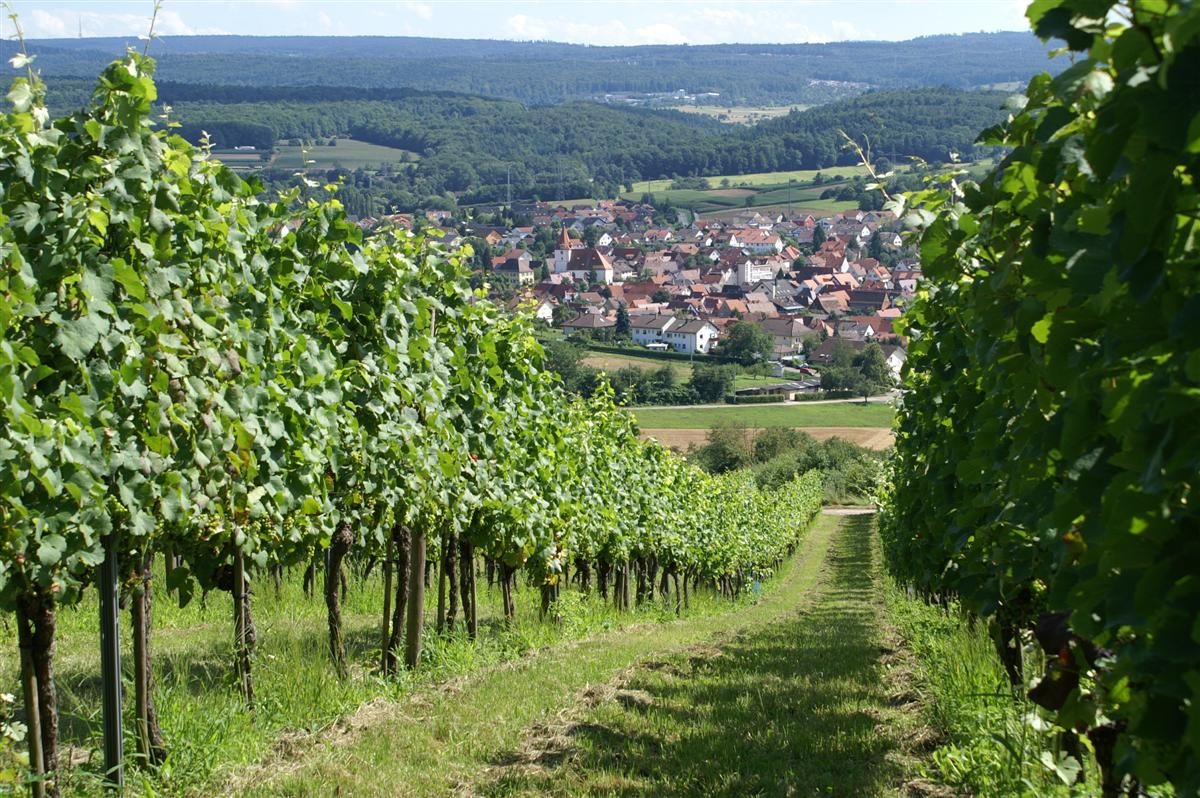
Weinberge bei Ellmendingen

Keltern gehört zum Bereich Kraichgau des Weinbaugebiets Baden. Von mehreren Winzern wird auf rund 35 ha Wein erzeugt und zum größten Teil auch vor Ort vermarktet. Typisch sind Spätburgunder (Pinot noir), Schwarzriesling (Pinot meunier) als Rotweine sowie Rivaner und Weiße Burgunder-Sorten als Weißweine. Die beiden größten Winzer im Ort wirtschaften nach den Richtlinien des ökologischen Weinbaus und bieten ihre Weine mit dem Ecovin-Logo an.

## Verkehr
Keltern wird von der Landesstraße L 562 durchquert. Dies ist neben der B 10 die südliche Hauptverbindungsstrecke zwischen Karlsruhe/Ettlingen und Pforzheim. Die nächsten Autobahnanbindungen befinden sich in Karlsbad und Pforzheim-West: BAB 8 Richtung BAB 5 Dreieck Karlsruhe und BAB 81 Leonberger Dreieck sowie Stuttgarter Kreuz in jeweils 10 min Entfernung. Die Autobahn BAB 5 Richtung Basel/Schweiz kann auch direkt über die Auffahrt Ettlingen/Karlsruhe Süd erreicht werden.
Die nächsten Fernverkehrsbahnhöfe sind in Pforzheim und Karlsruhe mit Anschluss an das ICE-Netz und den französischen TGV nach Paris bzw. Lyon und Marseille. In der nördlichen Nachbargemeinde Remchingen besteht Anschluss an die S5 des Karlsruher Verkehrsverbundes Richtung Karlsruhe und Pforzheim. Hier ist auch der nächste Bahnhof der DB AG zur Regionalbahn R5 nach Karlsruhe oder Stuttgart. In der westlichen Nachbargemeinde Karlsbad besteht Anschluss an die S11 in Ittersbach und Langensteinbach nach Karlsruhe über Ettlingen.
Der ÖPNV wird in Keltern vom VPE (Verkehrsverbund Pforzheim-Enzkreis) betrieben. Die Buslinien 720, 721, 722 verbinden alle Ortsteile mit Pforzheim und den Nachbargemeinden.

## Sport
Die Rutronik Stars Keltern spielen seit 2015 in der 1. Damen-Basketball-Bundesliga und gewannen die deutsche Meisterschaft in den Jahren 2018, 2021 und 2023. Gegründet wurde der Verein 1981 unter dem Namen Grüner Stern Keltern.

## Persönlichkeiten
- Gregor Moch (1545–1608), geboren in Ellmendingen, Hofrat des Markgrafen Georg Friedrich von Baden-Durlach
- Johannes Kepler (1571–1630), wohnte von 1579 bis 1584 mit seinen Eltern in Ellmendingen
- Theodor Leutwein (1879–1940), geboren in Dietlingen, Landrat in Wolfach
- Eduard Nohe (1911–1984), geboren in Dietlingen, Agrarwissenschaftler, Rektor der Hochschule Nürtingen
- Bruno Augenstein (1923–2005), geboren in Ellmendingen, Mathematiker und Physiker
- Ernst Klink (1923–1994), geboren in Dietenhausen, Historiker
- Kurt Siebenhaar (1928–2009), Basketball-Nationalspieler, Bundes- und Landestrainer
- Michael Wittwer (* 1967), Profifußballer (Karlsruher SC) und 2010–2016 Trainer des FC Nöttingen
- Nicolai Simon (* 1987), Basketballprofi, begann bei Grüner Stern Keltern